# Ischnothyreus velox
Ischnothyreus velox là một loài nhện trong họ Oonopidae.
Loài này thuộc chi Ischnothyreus. Ischnothyreus velox được miêu tả năm 1908 bởi Jackson.